# 伊尼奥勒
伊尼奥勒（法語：Ignol，法語發音：[iɲɔl]）是法国谢尔省的一个市镇，位于该省东南部，属于圣阿芒蒙龙区。

## 地理
伊尼奥勒（46°58'0"N, 2°50'47"E）面积17.67 平方千米，位于法国中央-卢瓦尔河谷大区谢尔省，该省份为法国中部省份，北起卢瓦雷省，西接卢瓦-谢尔省和安德尔省，南至克勒兹省，东南接阿列省，东临涅夫勒省。
与伊尼奥勒接壤的市镇（或旧市镇、城区）包括：克鲁瓦西、弗拉维尼、热尔米尼莱克桑、欧布瓦河畔拉盖尔什、内龙德、唐德龙。

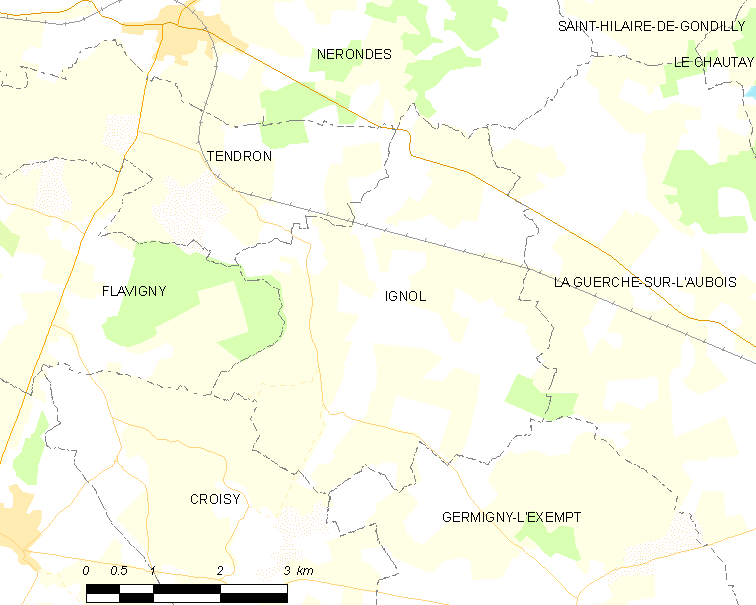
伊尼奥勒的OSM定位图

伊尼奥勒的时区为UTC+01:00、UTC+02:00（夏令时）。

## 行政
伊尼奥勒的邮政编码为18350，INSEE市镇编码为18113。

## 政治
伊尼奥勒所属的省级选区为欧布瓦河畔拉盖尔什县。

## 人口

1962-2008年间伊尼奥勒人口变化图示

伊尼奥勒于2022年1月1日时的人口数量为174人。